# Obereopsis pseudocapensis
Obereopsis pseudocapensis là một loài bọ cánh cứng trong họ Cerambycidae.